# 니시쿠비키군

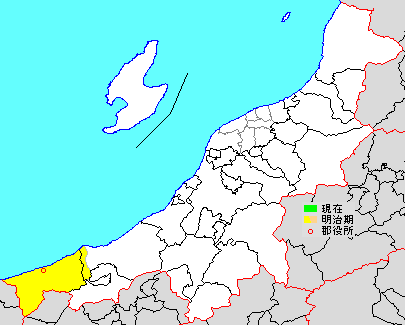
니가타현 니시쿠비키군의 범위

니시쿠비키군(西頸城郡)은 일본 니가타현에 있던 군이다.

## 군역
1879년 행정 구역으로 발족 당시의 군역은 이토이가와시 및 조에쓰시의 일부에 해당한다.

## 역사
- 1879년 4월 9일 - 군구정촌 편제법이 니가타현에서 시행되면서, 구비키군의 7정 167촌에 행정 구역으로서의 니시쿠비키군이 발족.
- 1889년 4월 1일 - 정촌제 시행으로 아래의 정촌이 발족. 따로 적은 경우 외는 현 이토이가와시.(3정 35촌)

- 나다치정(名立町): 현 조에쓰시
- 시모나다치촌(下名立村): 현 조에쓰시
- 가미나다치촌(上名立村): 현 조에쓰시
- 시카쇼촌(四ヶ所村)
- 가와사키촌(川崎村)
- 노정(能生町)
- 니시노촌(西能生村)
- 히가시노촌(東能生村)
- 나카노촌(中能生村)
- 미나미노촌(南能生村)
- 고노우라촌(木浦村)
- 오니부시촌(鬼伏村)
- 우라모토촌(浦本村)
- 기타하야카와촌(北早川村)
- 니시하야카와촌(西早川村)
- 미나미하야카와촌(南早川村)
- 히가시하야카와촌(東早川村)
- 니시야마촌(西山村)
- 히가시야마촌(東山村)
- 가지야시키촌(梶屋敷村)
- 야마토가와촌(大和川村)
- 기타니시우미촌(北西海村)
- 미나미니시우미촌(南西海村)
- 야나가타촌(柳形村)
- 이토이가와정(糸魚川町)
- 누나카와촌(奴奈川村)
- 오노촌(大野村)
- 시모네치촌(下根知村)
- 나카네치촌(中根知村)
- 가미네치촌(上根知村)
- 고타키촌(小滝村)
- 이마이촌(今井村)
- 스자와촌(須沢村)
- 도미촌(田海村)
- 오미촌(青海村)
- 우타토나미촌(歌外波村)
- 이치부리촌(市振村)
- 아게로촌(上路村)

- 1892년 10월 21일 - 미나미노촌의 일부가 분리되어 가미노촌(上能生村)이 발족.(3정 36촌)
- 1901년 11월 1일 - 아래의 정촌 통합이 이뤄지다. 우라모토촌 이외에는 모두 신설합병.(3정 17촌)

- 오니부시촌이 우라모토촌에 편입.
- 이토이가와정 ← 이토이가와정, 야나가타촌, 누나카와촌
- 시모하야카와촌(下早川村) ← 니시하야카와촌, 기타하야카와촌, 미나미하야카와촌
- 가미하야카와촌(上早川村) ← 히가시하야카와촌, 니시야마촌, 히가시야마촌
- 야마토가와촌 ← 야마토가와촌, 가지야시키촌
- 니시우미촌(西海村) ← 기타니시우미촌, 미나미니시우미촌
- 네치촌(根知村) ← 가미네치촌, 나카네치촌, 시모네치촌
- 이마이촌 ← 이마이촌, 스자와촌
- 나다치촌(名立村)(나다치정과는 다른 자치체) ← 시모나다치촌, 가미나다치촌
- 이소베촌(磯部村) ← 시카쇼촌, 가와사키촌
- 오미촌 ← 오미촌, 도미촌
- 노다니촌(能生谷村) ← 히가시노촌, 미나미노촌, 가미노촌, 니시노촌, 나카노촌

- 1927년 8월 1일 - 오미촌이 정제 시행으로 오미정(青海町)이 됨.(4정 16촌)
- 1942년 4월 1일 - 우라모토촌의 일부가 고노우라촌에 편입.
- 1954년 6월 1일 - 이토이가와정·우라모토촌·시모하야카와촌·가미하야카와촌·야마토가와촌·니시우미촌·오노촌·네치촌·고타키촌이 합병하여, 이토이가와시(糸魚川市)가 발족, 군에서 이탈.(3정 8촌)
  - 10월 1일(3정 1촌)
    - 노정·노다니촌·이소베촌·고노우라촌이 합병하여, 새로이 노정이 발족.
    - 우타토나미촌·이치부리촌·아게로촌이 오미정에 편입.
    - 이마이촌의 일부가 오미정, 잔여부가 이토이가와시에 분할편입.
- 1955년 11월 1일 - 나다치정·나다치촌이 합병하여, 새로이 나다치정이 발족.(3정)
- 2005년
  - 1월 1일 - 나다치정이 조에쓰시에 편입.(2정)
  - 3월 19일 - 노정·오미정이 이토이가와시와 합병하여, 새로이 이토이가와시가 발족. 이날 니시쿠비키군은 폐지됨.

## 참고 문헌
- 《가도카와 일본 지명 대사전》 편집위원회, 편집. (1989년 9월 1일). 《가도카와 일본 지명 대사전》. 15 니가타현. 가도카와 쇼텐. ISBN 4040011503.

## 같이 보기
- 구비키군
- 히가시쿠비키군
- 나카쿠비키군